# Нейроархеология
Нейроархеология —  раздел археологии, который использует нейробиологические данные, чтобы делать выводы о форме и функциях мозга в когнитивной эволюции человека. Термин был впервые предложен и введен Колином Ренфрю и Ламбросом Малафурисом.   Обозначает  новую область исследований, изучающую вопросы, связанные с взаимодействием между мозгом и миром в ходе культурных и эволюционных перемен
По мнению археолога Дитриха Стаута и нейробиолога-эволюциониста Эрина Э. Хехта, :146нейроархеология «имеет специфические теоретические следствия, выходящие за рамки общего смысла неологизма.  Полезно различать нейроархеологию в узком и широком смысле.  По мнению Малафуриса , нейроархеология является результатом когнитивно-процессуальной археологии Ренфрю (1994 ) связана с теорией материального взаимодействия (Malafouris 2004; Renfrew 2004). Эта теория фокусируется на роли объектов в опосредовании человеческого поведения, познания и социальности и тесно связана с подходами к познанию как расширенному (extended) (Clark and Chalmers 1998  ), обоснованному (grounded) (Barsalou 2008  ), ситуативному (situated) (Lave and Wenger 1991  ) и распределенному (distributed) (Hutchins 1995 ) применительно к психологии, философии и антропологии. Нейроархеология в явном виде (Малафурис, 2009,, стр. 254) направлена на: (1) включение результатов нейронауки в когнитивную археологию, (2)  критическое осмысление утверждений нейронауки на основе текущих археологических знаний и (3) междисциплинарный диалог.
Развитию нейроархеологии способствовали также работы американского учёного Алиссона Муотри, который в 2018 году впервые получил органоид мозга неандертальца .

## Значение
В XXI веке значительный прогресс в понимании мозга с помощью когнитивных наук открыл новые области взаимодействия между археологией и нейробиологией. Это позволило археологам основывать гипотезы о биологических и когнитивных способностях человека на археологических данных. Нейронаучные идеи также  применимы для критического анализа  теорий и предположений о зарождении современного человеческого познания и поведения. И неврология, и нейроархеология стремятся понять человеческий разум. Однако теории и методы этих двух дисциплин существенно различаются. Неврология собирает данные о форме и функциях мозга у существующих популяций, в то время как нейроархеология использует археологические и нейробиологические данные для изучения изменений формы и функций мозга у вымерших популяций.  Нейроархеология «стремится построить аналитический мост между мозгом и культурой, поставив материальную культуру, воплощение, время и долгосрочные изменения в центральное место в изучении разума» :49.
За последние несколько десятилетий нейробиологические данные стали важным компонентом нейроархеологического анализа. Обратное менее очевидно, поскольку нейронауке еще предстоит в значительной степени использовать способность археологии предоставлять важные данные о сроках и контексте развития человеческой когнитивной эволюции, обеспечивать   понимание того, что материальность делает в человеческом познании, и обсуждать временные рамки когнитивных изменений. которые трудно ассимилировать в нейробиологических теориях и методах.
Междисциплинарный подход нейроархеологии предоставляет новые возможности для исследования человеческого разума и роли материальной культуры в  познании и когнитивной эволюции. Конкретные направления нейроархеологических исследований на сегодняшний день включают: язык, распознавание символов теорию разума техническое познание, творчество, эстетику, пространственное познание, счёт, грамотность и понимание причинно-следственных связей.